# 1867 w sztukach plastycznych
Wydarzenia w sztukach plastycznych i wizualnych w 1867 roku.

## Malarstwo

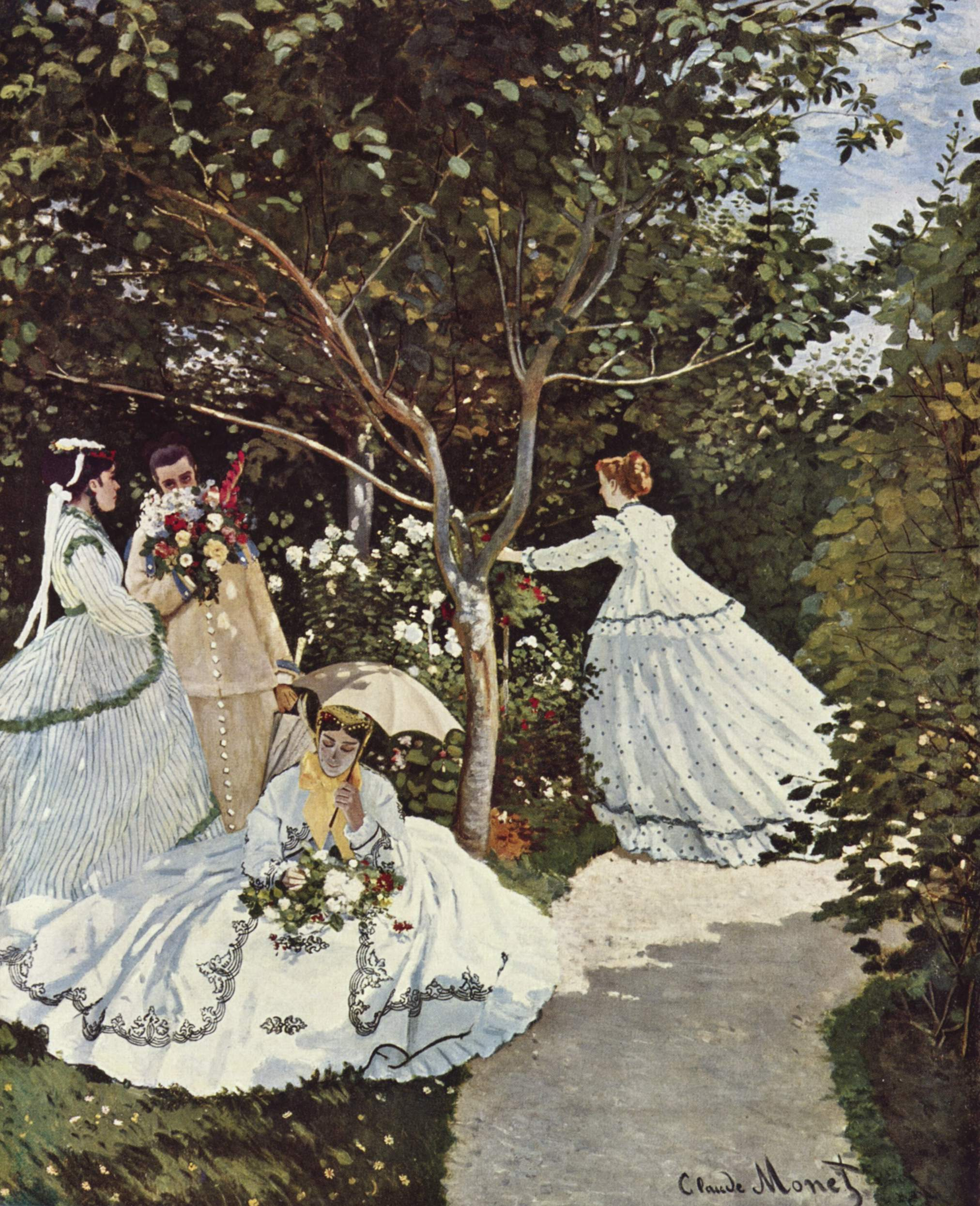
Claude Monet Kobiety w ogrodzie

- Gustave Courbet

Polowanie na jelenia - olej na płótnie, 355x505 cm
- Edgar Degas

Edmond i Therese Morbilli – olej na płótnie
- John William Hill

Gniazdo ptaków i dzika róża
- Jan Matejko

Wyrok na Matejkę
Alchemik Sędziwój
- Claude Monet

Kobiety w ogrodzie (1866-1867) – olej na płótnie, 255x205 cm
Taras nad morzem w Saint Adresse – olej na płótnie, 98,1x129,9 cm
- Camille Pissarro

L'Hermitage a Pontoise
- Henryk Rodakowski

akwarele z cyklu Album Pałahickie
- Dante Gabriel Rossetti

Lady Lilith

## Urodzeni
- 21 maja – Stanisław Noakowski (zm. 1928), polski architekt, malarz, rysownik, historyk sztuki
- 13 sierpnia – George Luks (zm. 1933), amerykański malarz i rysownik
- 30 listopada – János Vaszary (zm. 1938), węgierski malarz

## Zmarli
- 5 marca - Louis Boulanger (ur. 1806), francuski malarz romantyczny, litograf i ilustrator
- 15 kwietnia - Adelaide Ironside (ur. 1831), australijska malarka, pisarka i poetka
- 25 maja – Wilhelm von Kügelgen (ur. 1802), niemiecki malarz i pisarz
- 7 czerwca – Teodor Napoleon Jacobi (ur. 1807), polski malarz
- 13 grudnia – Artur Grottger (ur. 1837), polski malarz
- 22 grudnia - Théodore Rousseau (ur. 1812), francuski malarz i grafik
- 29 grudnia - Carlo Marochetti (ur. 1805), francuski malarz